# توسان لوورتیور
توسان لوورتیور (فرانسوی: Toussaint Louverture‎؛ ۲۰ مه ۱۷۴۳ – ۷ آوریل ۱۸۰۳)، سیاست‌مدار اهل هائیتی بود. وی از سال ۱۸۰۱ تا ۱۸۰۲ رئیس‌جمهور کشور هائیتی بود.
فرانسوا دومینیک توسان لوورتور، معروف به توسان لوورتور، یک ژنرال هائیتی و از رهبران برجسته انقلاب هائیتی بود. لوورتور در طول زندگی خود ابتدا با فرانسوی‌ها، سپس برای آنها و در نهایت دوباره علیه فرانسه برای آرمان استقلال هائیتی مبارزه کرد. به عنوان یک رهبر انقلابی، لوورتور تیزبینی نظامی و سیاسی نشان داد و کمک کرد که شورش نوپای بردگان به یک جنبش انقلابی تبدیل شد. لوورتور امروز به عنوان «پدر هائیتی» شناخته می‌شود.

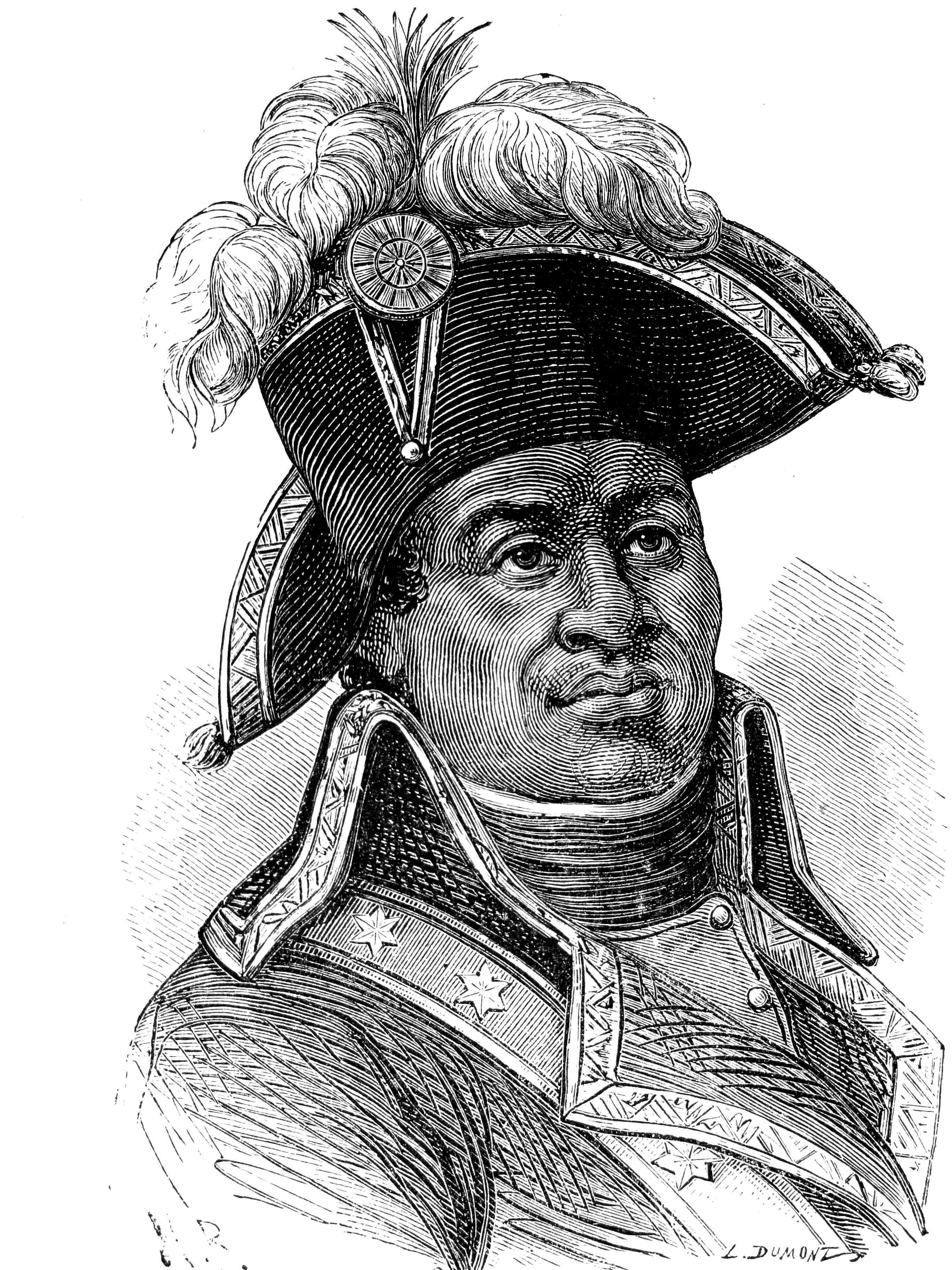
تصویر کنده‌کاری شده لوورتور

## تولد و کودکی
تصور می‌شود که لوورتور در اوایل دهه ۱۷۴۰ در مزرعه بردا در هو د کاپ در سنت-دومینگ به صورت برده به دنیا آمد. از آنجایی که سوابق برای بردگان نگهداری نمی‌شد، اطلاعات کمی در مورد زندگی اولیه او وجود دارد. تصور دیگری در مورد گذشته لوورتور این است که او توسط، مباشر جدید مزرعه، بایون د لیبرته، که در سال ۱۷۷۲ کار خود را شروع کرد، به بردا آورده شد. گرچه تاریخ تولد او نامشخص است و منابع مختلف این تاریخ را بین ۱۷۳۹ و ۱۷۴۶ قرار می‌دهند اما نام او نشان می‌دهد که او در روز همه قدیسین متولد شده‌است: ۱ نوامبر. بر این اساس، احتمالاً او در آغاز انقلاب در سال ۱۷۹۱ حدود ۵۰ سال داشت. با این حال، به دلیل فقدان سوابق مکتوب، لوورتور احتمالاً تاریخ دقیق تولد خود را نمی‌دانست.